# 赛栾华
赛栾华（学名：Eurycorymbus cavaleriei）为无患子科伞花木属下的一个种。